# Okanagan—Similkameen—Merritt
Pour les articles homonymes, voir Okanagan (homonymie) et Merritt.
Okanagan—Similkameen—Merritt est une ancienne circonscription électorale fédérale de la Colombie-Britannique, représentée de 1988 à 1997.
La circonscription d'Okanagan—Similkameen—Merritt est créée en 1987 d'une partie d'Okanagan—Similkameen. Abolie en 1996, elle est redistribuée parmi Okanagan—Coquihalla et West Kootenay—Okanagan.

## Géographie
En 1987, la circonscription de Okanagan—Similkameen—Merritt comprenait:
- Les districts régionaux de Kootenay Boundary et d'Okanagan-Similkameen
- Une partie du district régional de Thompson-Nicola
- La cité de Merritt

## Députés
1. 1988-1993 — Jack Whittaker, NPD
2. 1993-1997 — Jim Hart, PR

- NPD = Nouveau Parti démocratique
- PR = Parti réformiste du Canada